# La Costa (Cabanelles)
la Costa és un mas al nord i a escassa distància del petit nucli de Queixàs, veïnat que forma part del municipi de Cabanelles (l'Alt Empordà) Segons el Pla Especial d'identificació i regulació de masies i cases rurals de l'ajuntament de Cabanelles La Costa és una edificació del segle xvi amb reformes i ampliacions posteriors. A la llinda de la porta d'accés es pot apreciar la data de 1572, testimoni de l'any de construcció.
Conjunt rehabilitat format per dues edificacions aïllades. L'edifici principal és de planta rectangular i està format per dos cossos adossats, amb les cobertes de teula de dues vessants i distribuïts en planta baixa i pis, o bé dos pisos. Presenta dos cossos adossats a les façanes de ponent i migdia, probablement de nova construcció, coberts amb terrasses al nivell del pis i amb porxos formats per arcs rebaixats a la planta baixa. La façana principal, orientada a migdia, presenta el portal d'accés situat a l'extrem de llevant del parament. És d'arc de mig punt adovellat, amb la clau decorada. Damunt seu hi ha una finestra rectangular emmarcada amb carreus de pedra, amb l'ampit motllurat i la llinda gravada amb la data 1588. Les obertures de la segona planta han estat reformades recentment. La construcció annexa està situada al sud-est de l'habitatge i actualment està destinada a garatge. És de planta rectangular, amb la teulada de dues vessants i una sola planta.
La construcció està bastida amb pedra desbastada disposada regularment i lligada amb morter.